# Sé Catedral de Luanda
A Sé Catedral de Luanda, também conhecida como Igreja da Nossa Senhora dos Remédios, é a catedral da Arquidiocese de Luanda, Angola.

## História
A construção da Igreja de Nossa Senhora dos Remédios, localizada na antiga cidade baixa de Luanda, foi iniciativa dos comerciantes e moradores locais para competir com os edifícios religiosos da cidade alta. As obras foram começadas em 1651 ou 1655 e terminaram em 1679, ano em que foi inaugurada solenemente pelo bispo D. Manuel da Natividade. A igreja foi construída para substituir duas pequenas capelas anteriormente existentes no local, a capela do Espírito Santo e a capela do Corpo Santo.
A igreja era de planta retangular com uma nave; na entrada havia três portas com pequenos frontões e, no topo da fachada, havia um grande frontão triangular com volutas nos vértices e um óculo elaborado. A cada lado da fachada havia duas torres sineiras com coruchéus piramidais.
Em 1716 a sede da Diocese de Angola e Congo foi transferida de São Salvador do Congo a Luanda, o que eventualmente levou a Igreja dos Remédios a transformar-se em catedral. Em 1877 encontrava-se em ruínas, sendo restaurada entre 1880 e 1900. Nessa época adquiriu a aparência atual, como três portas e frontão curvo na fachada.
Em 1949 foi declarada Imóvel de Interesse Público, quando ainda era parte do Império Colonial Português.